# Liste der Monuments historiques in Fontevraud-l’Abbaye
Die Liste der Monuments historiques in Fontevraud-l’Abbaye führt die Monuments historiques in der französischen Gemeinde Fontevraud-l’Abbaye auf.

## Liste der Bauwerke
| Bezeichnung                             | Beschreibung              | Standort                         | Kennzeichnung | Schutzstatus | Datum | Bild           |
| --------------------------------------- | ------------------------- | -------------------------------- | ------------- | ------------ | ----- | -------------- |
| Kirche St-Michel                        | Erbaut im 13. Jahrhundert | (Lage)                           | PA00109112    | Classé       | 1955  | weitere Bilder |
| Haus                                    | Erbaut im 16. Jahrhundert | 5, place des Plantagenêts (Lage) | PA00109113    | Inscrit      | 1975  |                |
| Kapelle Notre-Dame de Pitié             | Erbaut im 16. Jahrhundert | (Lage)                           | PA00109110    | Classé       | 1965  |                |
| Ehemalige Abtei Fontevraud              | Erbaut im 16. Jahrhundert | (Lage)                           | PA00109109    | Classé       | 1840  | weitere Bilder |
| Kapelle Ste-Catherine oder Totenlaterne | Erbaut 1225               | (Lage)                           | PA00109111    | Classé       | 1957  | weitere Bilder |

## Liste der Objekte
- Monuments historiques (Objekte) in Fontevraud-l’Abbaye in der Base Palissy des französischen Kultusministeriums